# Drei Dschungeldetektive
Drei Dschungeldetektive ist eine sechsteiligen Marionetten-Produktion der Augsburger Puppenkiste, die 1991 unter der Regie von Joseph „Sepp“ Strubel in Zusammenarbeit mit dem Hessischen Rundfunk entstand. Erdacht wurde die Geschichte ebenfalls von Sepp Strubel. Die Puppen wurden von Hannelore Marschall-Oehmichen gebaut. Gesendet wurde die Fernsehserie erstmals über den Jahreswechsel 1992/1993.

## Handlung

### 01 Der Kartenklau geht um
Im Dschungeldorf Cocopalmariocasas am Fluss Cocopalmario kommen seit Kurzem keine Ansichtskarten mehr an. Kapitän Süßwasser-Charly, der die Post anliefert, und Frau Känguru, die die Post austrägt, sind völlig ratlos. Weil sich Sheriff Müller nicht zuständig fühlt, wird der Fall kurzerhand von den drei Nachwuchsdetektiven Elinor, Zapp und Bubu übernommen. Dies ist allerdings gar keine leichte Aufgabe für die drei Freunde, denn die Bewohner des Dschungels sind nicht sehr auskunftsfreudig. Besonders schwer macht es ihnen der unfreundliche Herr von Pelikan, der gemeinsam mit den Erdferkeln, etwas zu verbergen scheint.

### 02 Herrn Panda’s Heimlichkeiten
Als Frau Panda Nickel Kanin für eine Gefälligkeit etwas Geld zustecken will, bemerkt sie entsetzt, dass ihre Haushaltskasse geplündert wurde. Völlig verzweifelt wendet sich Frau Panda an Elinor, Zapp und Bubu, welche sofort die Ermittlungen aufnehmen. Dies scheint jedoch Herrn Panda gar nicht recht zu sein, denn er setzt die Freunde, einfach vor die Tür. Die Geschichte rund um Herrn Panda wird immer merkwürdiger, als man ihn bei einem Diebstahl von Erde erwischt und bei mysteriösen Telefongesprächen belauscht. Das Chaos ist perfekt, als das Haushaltsgeld urplötzlich wieder auftaucht. Frau Panda und die drei Detektive verstehen die Welt nicht mehr.

### 03 Die Wasserschlacht
Die Kroko-Bande überfällt den immer hilfreichen Nickel Kanin und zwingt ihn, den Dampfer von Kapitän Süßwasser-Charly zu kapern, damit sie an die geladenen Ravioli-Konserven gelangen können. Da sie jedoch die Dosen ohne Hilfsmittel nicht aufbekommen, erpressen sie von den Dschungelbewohnern einen Dosenöffner. Sofort beginnt eine aufgeregte Suche nach dem besagten Haushaltsgerät im Dorf. Doch ein Dosenöffner scheint nirgendwo in Cocopalmariocasas aufzutreiben zu sein. Während Kapitän Süßwasser-Charly im Schwermut versinkt und die drei Detektive einen spannenden Rettungsplan ausarbeiten, singt Nickel die Krokos in den Schlaf, um heimlich flüchten zu können.

### 04 Das Geheimnis des wandernden Kühlschranks
Jojo, der Besitzer der Eisdiele, ist genervt, weil seit einiger Zeit sein Kühlschrank Nachts verschwindet. Nachdem er ihn immer an anderen Orten wiederfindet, ist der Inhalt zwar komplett, aber anders eingeräumt. Gewöhnlicher Diebstahl scheint also nicht das Motiv zu sein. Die drei Detektive legen sich auf die Lauer um den Kühlschrank-Schieber auf frischer Tat zu ertappen, allerdings erweisen sich ihre Nachtwachen als wenig zielführend. Als der Vollmond scheint, macht Bubu endlich eine Entdeckung. Er hört einen traurigen Gesang im Dschungel, welcher ihn an etwas erinnert. Am nächsten Morgen heben die Freunde eine Fallgrube aus, doch zu ihrer großen Verwunderung ist diese gar nicht mehr vonnöten.

### 05 Zapp ist eine Falle
Der Windhund Detlef ist bestens über die Bewohner des Altenheimes informiert. Immer wenn Pfleger Kümmelmann seinen freien Tag hat, schleicht er sich ins Altenheim und schwatzt den Insassen gegen Vorkasse unnötige Produkte zu überhöhten Preisen auf. Die drei Detektive wollen Detlev stellen und schleusen Zapp verkleidet ins Altenheim ein. Dort gibt er sich mit Hilfe eines Hutes von Bubus Tante Juliette, als ältere Dame aus und wartet auf den nächsten Besuch des Gauners. Der Plan scheint allerdings zu scheitern, als Bubus Tante unverhofft im Altenheim auftaucht und ihren Hut an Zapp erblickt. Zum Glück lässt sie sich schnell beruhigen und hilft sogar bei der Überführung des Trickbetrügers.

### 06 Drachendiebstahl
Der Theaterelefant besucht das Dorf, um den Dschungelbewohnern sein kunstvolles Schattentheater zu präsentieren. Elinor, Zapp und Bubu erklären sich bereit dem Elefanten bei den Vorbereitungen für die Vorstellung zu helfen. Doch dann verschwindet  auf einmal die frisch bemalte Drachenfigur, die für den abschließenden Höhepunkt der Vorführung dringend erforderlich ist. Da Bubu und Zapp den Elefanten von der Entdeckung des Diebstahls abhalten wollen, muss Elinor alleine auf Drachen-Suche gehen und findet ihn schlussendlich in den Händen von Kapitän Süßwasser-Charly. Dieser kann den Drachen aber nicht sofort zurückgeben, da er noch etwas Besonderes mit diesem vorhat.

## Synchronisation
| Figur                    | Beschreibung                             | Sprecher                      |
| ------------------------ | ---------------------------------------- | ----------------------------- |
| Erzählerin               | –                                        | Edith Menzel                  |
| Zapp                     | belesener Marabu                         | Ernst H. Hilbich              |
| Elinor                   | wasserscheues Flusspferd                 | Lotti Krekel                  |
| Bubu                     | eigtl. Bübü, musikalischer Schimpanse    | Christoph Eichhorn            |
| Sheriff Müller           | fauler Bär                               | Heinrich Beens                |
| Nickel Kanin             | flinkes und hlifreiches Kaninchen        | Michael Hiller                |
| Jojo                     | Hund und Besitzer einer Eisdiele         | Sepp Strubel                  |
| Irene                    | weißer Pudel und Jojos Freundin          | Nicole Schneider              |
| Kapitän Süßwasser-Charly | Biber und Flussschiffer                  | Walter Schellemann            |
| Madame Juliette          | französische Schimpansin und Bubus Tante | Eva Maria Keller              |
| Frau Känguru             | gewissenhafte Postbotin                  | Christl Peschke               |
| Herr von Pelikan         | großspuriger Pelikan                     | Arno Bergler                  |
| Pfleger Kümmelmann       | Storch und Betreiber des Altenheims      | Herbert Meyer                 |
| Oma Schildpatt           | schwerhörige Schildkröte                 | Margot Schellemann            |
| Opa Siegfried Elch       | sehbehinderter Elch                      | Horst Eisel                   |
| Fräulein Arbez           | verspieltes Zebra                        | Christa Schwertfeger-Grossart |
| Herr Oka Pi              | Okapi und Reiseleiter                    | Jörg Reitbacher-Stuttmann     |
| Herr Svoboda             | Truthahn und Krämer                      | Dieter Goertz                 |
| Gürtli                   | Gürteltier und Gürtelverkäufer           | Ralf Grobel                   |
| Paradiesvogel            | eitler Sänger                            | Willy Honegger                |
| Herr Panda               | Besitzer einer Bambus-Plantage           | Wolfram Kunkel                |
| Frau Panda               | schusselige Hausfrau                     | Klara Andrä                   |
| Herr Waschbär            | Betreiber eines Waschsalons              | Peter Hanzel                  |
| Frau Waschbär            | Betreiberin eines Waschsalons            | Sigrid Ihlenfeld              |
| Herr Schmitt             | scheues Erdferkel                        | Hanns-Joachim Marschall       |
| Frau Schmitt             | scheues Erdferkel                        | Eva Maria Keller              |
| Pinguin                  | Immigrant aus dem Norden                 | Ralf Grobel                   |
| Pinguin                  | Immigrant aus dem Norden                 | Timothy Peach                 |
| Miss Sieben              | vom Pech verfolgte Ente                  | Nicola Tiggeler               |
| Detlef Lippsel-Funkstedt | Windhund und Trickbertüger               | Dieter Goertz                 |
| Theaterelefant           | reisender Künstler                       | Walter Schultheiß             |

## Sonstiges
- 1992 erschienen vier Geschichten auch als illustriertes Kinderbuch:
  - Sepp Strubel: Drei Dschungeldetektive, Zeichnungen von Dietrich Lange, Bindlach, Loewe, 1992, ISBN 3-7855-2530-3
- Seit 2006 ist die Serie auch auf DVD erhältlich, mit Untertiteln für Gehörlose.